# Riccardo Niccolini
Riccardo Niccolini (ur. 4 lipca 1958 w Livorno) – włoski zapaśnik walczący w stylu wolnym. Olimpijczyk z Moskwy 1980, gdzie zajął ósme miejsce w kategorii do 74 kg.
Trzynasty na mistrzostwach świata w 1982. Piąty na mistrzostwach Europy w 1982. Srebrny medalista igrzysk śródziemnomorskich 1979 roku.
W 1983 uległ wypadkowi samochodowemu i nie startował na Igrzyskach w Los Angeles 1984. Mistrz świata z 1991 roku w armwrestlingu, aktor, trener.